# إميليانو ميليس
إميليانو ميليس (بالإيطالية: Emiliano Melis)‏ هو لاعب كرة قدم إيطالي في مركز الهجوم، ولد في 3 مارس 1979 في سيلارجيوس في إيطاليا. لعب مع نادي ألساندريا ونادي بيستويسي ونادي بينيفينتو ونادي كالياري.